# Phylidorea (Macrolabina) alexanderi
Phylidorea (Macrolabina) alexanderi is een tweevleugelige uit de familie steltmuggen (Limoniidae). De soort komt voor in het Palearctisch gebied.